# Shqiprim Arifi

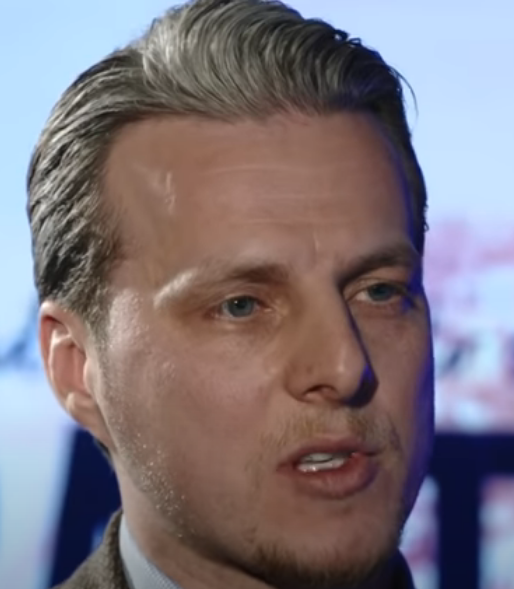
Arifi (vor 2021)

Shqiprim Arifi (serbisch Шћиприм Арифи Šćiprim Arifi, geb. 14. Juni 1976 in Mannheim) ist ein serbischer Politiker, der in Preševo aktiv ist. Arifi repräsentiert die albanische Minderheit in Serbien. Er plädiert für den Anschluss der Opština Preševo, derer Vorsteher er seit 2016 ist, sowie des gesamten Preševo-Tals an das Kosovo. Arifi spricht Deutsch und Albanisch, aber nicht Serbisch. Er ist Parteivorsitzender der Afn.